# Carlos Roose Silva
Carlos Jorge Martin Roose Silva (Trujillo, 25 de junio de 1929-Lima, 10 de octubre de 2016) fue un dibujante, humorista y caricaturista peruano creador de populares personajes de historieta. Firmaba sus trabajos con el seudónimo Crose.

## Datos biográficos
Nació en la ciudad peruana de Trujillo el 25 de junio de 1929. Sus padres fueron Jorge Roose y Blanca Silva y tuvo 8 hermanos. Estudió en Lima en los colegios colegio Salesiano y Nuestra Señora de Guadalupe. Realizó estudios superiores en el Instituto Pedagógico. Estuvo casado con Julia Valcárcel y tuvo dos hijos.
Falleció en Lima el 10 de octubre de 2016.

## Carrera
Desde sus años escolares mostró habilidad para el dibujo y la caricatura. En 1946 entró a trabajar al diario La Tribuna como fotógrafo y reportero y ahí empezó a dibujar profesionalmente. En 1950 pasó al diario La Crónica donde creó a «Jarano» uno de sus personajes más populares. Su carrera se hizo más visible y conocida trabajando para los diarios Correo y Ojo a partir de la década de los años 60. Otros personajes populares de su creación fueron «Pachochín», el «gato Chaveta» y «Mamerto». La creación de personajes originales y de características e ideología peruana fue algo diferente para la época en que predominaban los autores y personajes internacionales en los medios.